# 宮前村 (三重県)
宮前村（みやまえむら）は三重県飯南郡にあった村。現在の松阪市飯高町の東端、櫛田川の上流域にあたる。

## 地理
- 山岳：局ヶ岳
- 河川：櫛田川、深谷川、野々口川、東又川、庄司谷川

## 歴史
- 1889年（明治22年）4月1日 - 町村制の施行により、飯高郡宮前村・下滝野村・野々口村・赤桶村・作滝村の区域をもって発足。
- 1896年（明治29年）4月1日 - 所属郡が飯南郡に変更。
- 1956年（昭和31年）8月1日 - 川俣村・森村・波瀬村と合併して飯高町が発足。同日宮前村廃止。

## 地域
教育
- 宮前小学校

## 交通

### 道路
- 国道166号